# Copidosoma extraneum
Copidosoma extraneum är en stekelart som först beskrevs av Hoffer 1970.  Copidosoma extraneum ingår i släktet Copidosoma och familjen sköldlussteklar. Inga underarter finns listade i Catalogue of Life.